# Epe (Nigeria)
Epe è una delle venti aree a governo locale (local government areas) in cui è suddiviso lo stato di Lagos, nella Repubblica Federale della Nigeria. Si estende su una superficie di 1.185 km² e conta una popolazione di 181.409 abitanti.